# ریچارد لاینبک
ریچارد لاینبک (به انگلیسی: Richard Lineback) (زاده ۴ فوریهٔ ۱۹۵۲) بازیگر آمریکایی است. از فیلم‌هایی که او در آن بازی کرده است، می‌توان به شغال، کانتری سخت و تیم اول دانشکده بلوز اشاره کرد.